# Benjamin Krahl
Benjamin Krahl (...) è un giocatore di football americano tedesco che milita nel ruolo di linebacker nei New Yorker Lions.

## Palmarès
- 4 BIG6 Eurobowl (New Yorker Lions, 2015, 2016, 2017, 2018)
- 7 German Bowl (New Yorker Lions, 2007, 2008, 2013, 2014, 2015, 2016, 2019)